# Trzej muszkieterowie (film 1948)
Trzej muszkieterowie (ang. The Three Musketeers) – amerykański film przygodowy z 1948 roku. Adaptacja powieści Aleksandra Dumasa o tym samym tytule.

## Obsada
- Gene Kelly – D’Artagnan
- Lana Turner – hrabina Countess DeWinter
- June Allyson – Konstancja Bonacieux
- Van Heflin – Robert Atos
- Angela Lansbury – Królowa Anna
- Vincent Price – kardynał Richelieu
- Frank Morgan – Król Ludwik XIII
- Keenan Wynn – Planchet
- John Sutton – Książę Buckingham
- Gig Young – Portos
- Richard Wyler – Albert
- Patricia Medina – Kitty
- Ian Keith – De Rochefort
- Reginald Owen – De Treville
- Robert Coote – Aramis